# Вулиця Петра Полтави (Львів)
Ву́лиця Пе́тра По́лтави — вулиця у Залізничному районі міста Львова, в місцевості Сигнівка. Сполучає вулиці Городоцьку та Патона, а також утворює перехрестя з вулицею Сигнівка.

## Історія
Виникла у першій третині XX століття у складі передміського селища Сигнівка. До 1933 року ще у складі селища отримала назву вулиця Замкнена. Після входження селища до меж міста 11 квітня 1930 року, вулиці колишнього села були перейменовані або ж новоутвореним вулицям надавалися певні назви. Так, у 1936 році була перейменована на вулицю Варецьку. Від 1950 року — вулиця Стрілочна.
Сучасна назва вулиця Петра Полтави походить з 1993 року, в пам'ять про Петра Полтаву, заступника Голови Генерального Секретаріату УГВР, члена ОУН, керівника Головного осередку пропаганди Проводу ОУН, референта політвиховного відділу Головного військового штабу УПА і керівника Бюро інформації УГВР.

## Забудова
Вулиця Петра Полтави забудована переважно одноповерховими садибами у стилі конструктивізму 1930-х років. Також присутня індивідуальна забудови нового часу та багатоповерхова забудова 1980-х років.
№ 32 — чотириповерхова будівля середньої загальноосвітньої школи I-III ступенів № 60 міста Львова. У лютому 2016 року на фасаді будівлі школи відкрито та освячено меморіальну таблицю герою російсько-української війни, випускнику школи Максиму Дзюбану.
№ 36 — дев'ятиповерховий житловий будинок, збудований у 1980-х роках ВО «ЛОРТА», як гуртожиток для працівників підприємства. У вересні 2012 року, державний концерн «ЛОРТА» безкоштовно передав у власність територіальної громади міста чотири своїх колишніх гуртожитки, включно з гуртожитком на вул. Полтави, 36.